# Mitrapsylla cedusa
Mitrapsylla cedusa är en insektsart som först beskrevs av Caldwell 1944.  Mitrapsylla cedusa ingår i släktet Mitrapsylla och familjen rundbladloppor.
Artens utbredningsområde är Kuba. Inga underarter finns listade i Catalogue of Life.